# Eventi letterari Monte Verità
Gli Eventi letterari Monte Verità sono un festival letterario che si svolge la settimana prima di Pasqua sul Monte Verità ad Ascona, in Svizzera. Il festival è organizzato dall'Associazione Eventi letterari Monte Verità. La direzione artistica è affidata al traduttore e giornalista zurighese Stefan Zweifel, in collaborazione con la giornalista e critica letteraria Maike Albath e il regista Stefano Knuchel.

## Storia
Per più di un secolo, il Monte Verità è stato un luogo di incontro e di scambio di idee. All'inizio del XX secolo vi si stabilì una comunità utopica di anarchici, filosofi, artisti e scrittori, nonché nudisti e vegetariani, alla ricerca di autenticità e libertà di pensiero.
Nel 2013, ispirandosi alla storia di questo luogo, l'Associazione Eventi letterari Monte Verità ha fondato il festival Eventi letterari Monte Verità. Ogni anno scrittori, filosofi, artisti e pensatori contemporanei sono invitati a confrontarsi con la memoria del XX secolo e le sue radici con concetti ed esperienze del presente.
Hanno partecipato agli Eventi letterari i seguenti autori: Svetlana Alexievich, Alessandro Baricco, Tahar Ben Jelloun, Alejandro Jodorowsky, Rachel Cusk, Erri De Luca, Giuliano da Empoli, David Grossman, Durs Grünbein, Hanif Kureishi, Kim de l'Horizon, Claudio Magris, Alberto Manguel, Melania Mazzucco, Ian McEwan, Herta Müller, Adolf Muschg, Orhan Pamuk, Christoph Ransmayr, Judith Schalansky, Ingo Schulze e Manuel Vilas. 
Dopo le prime sei edizioni sotto la direzione del poeta e traduttore Joachim Sartorius, incentrate sul tema dell'utopia , il giornalista e scrittore Paolo Di Stefano ha assunto la direzione artistica del festival nel 2019. Fino al 2022 ha curato i contenuti in collaborazione con la giornalista e critica letteraria Maike Albath e il giornalista Maurizio Canetta. Nel 2023 Stefan Zweifel ha assunto la direzione in collaborazione con Maike Albath e il regista Stefano Knuchel. Raphaël Brunschwig è presidente del festival dal 2021, mentre Carmen Werner è responsabile delle operazioni dal 2018.
Il festival dura quattro giorni, da giovedì a domenica, e di solito si svolge nella settimana prima di Pasqua. Tutti gli eventi si svolgono nella sala "Balint" del Monte Verità. Gli eventi di apertura e chiusura si tengono al PalaCinema di Locarno.

## El MoVe
Fin dalla prima edizione, gli Eventi letterari Monte Verità promuovono El MoVe (precedentemente denominato Cenacolo del Monte Verità): un laboratorio per giovani scrittori provenienti dalle diverse regioni linguistiche della Svizzera, con la supervisione di un autore affermato.
Il laboratorio El MoVe è stato coordinato da Vanni Bianconi, Anna Ruchat, Paolo Di Stefano, Michela Murgia, Alessandro Leogrande, Prisca Agustoni, Fabio Pusterla, Matteo Terzaghi e Michael Taussig. Dal 2019 è sostenuto dall'Università della Svizzera italiana.

## Premio Enrico Filippini
Ogni anno, nell'ambito del festival, viene assegnato il premio in memoria di Enrico Filippini (1932-1988): insegnante ad Ascona e traduttore di Husserl, Walter Benjamin, Grass, Frisch e Dürrenmatt, oltre a lavorare per le case editrici Feltrinelli, Saggiatore e Bompiani. Il Premio Enrico Filippini, istituito da Irene Bignardi e Paolo Mauri, premia iniziative e personalità che si distinguono nel mondo editoriale per coraggio, creatività e spirito innovativo.
Vincitori del premio
- 2013: Bernard Comment
- 2014: Klaus Wagenbach
- 2015: Renata Colorni
- 2016: Teresa Cremisi
- 2017: Romano Montroni
- 2018: Jorge Herralde
- 2019: Elisabetta Sgarbi, La Nave di Teseo
- 2020: Emilia Lodigiani e Pietro Biancardi, Iperborea
- 2021: Jean Richard, Éditions d'en bas
- 2022: Philipp Keel, Diogenes Verlag
- 2023: Andreas Rötzer, Matthes & Seitz Berlin